# Alpi dei Tauri orientali
Le Alpi dei Tauri orientali (detti anche Bassi Tauri - in tedesco Niedere Tauern) sono una sezione delle Alpi. Si trovano nelle Alpi Centro-orientali. Si estendono esclusivamente in Austria, nei Länder del Salisburghese e della Stiria. La vetta più alta è l'Hochgolling che raggiunge i 2.863 m s.l.m.

## Classificazione

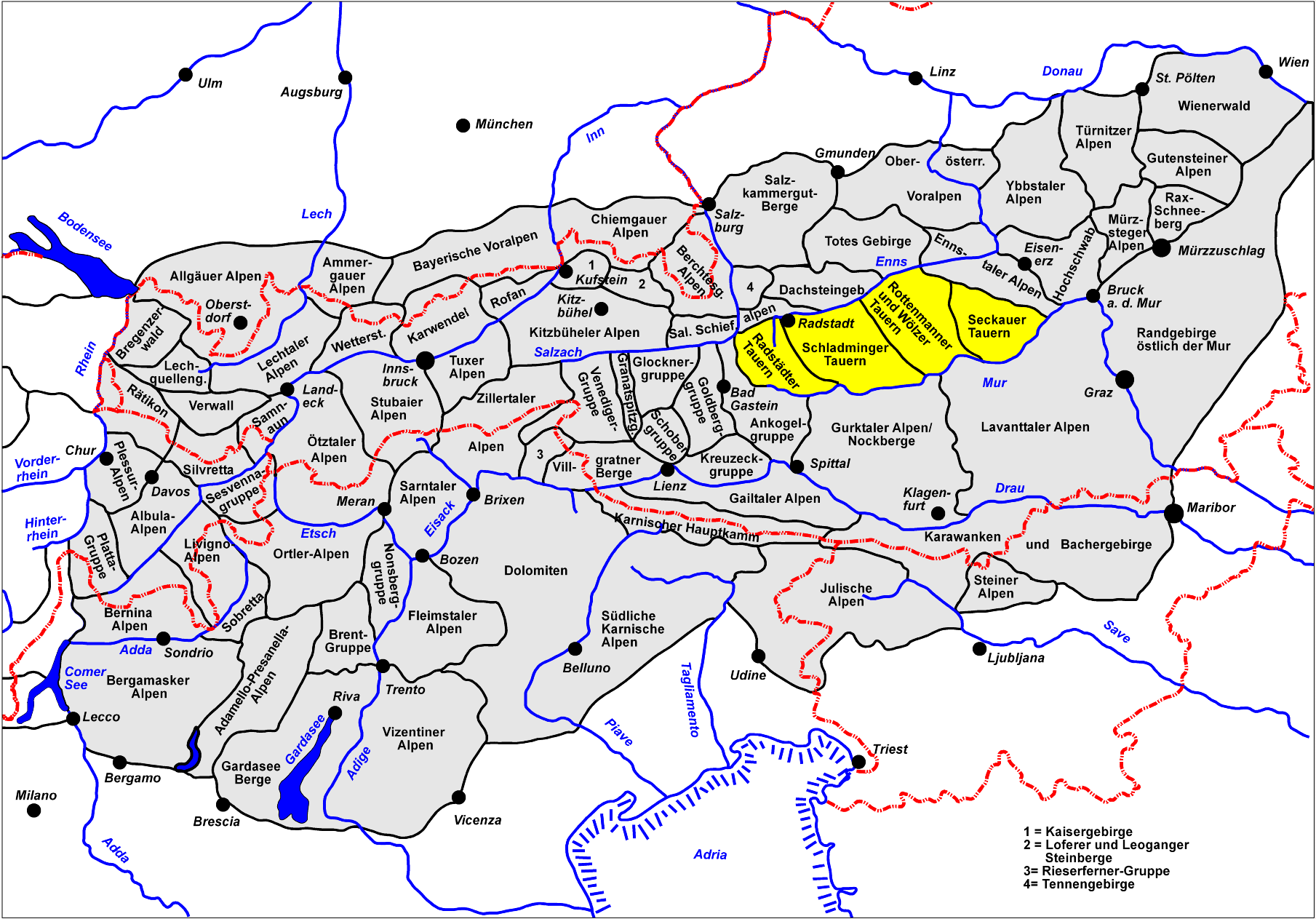
I Bassi Tauri nelle Alpi Orientali secondo l'AVE.

Secondo la Partizione delle Alpi del 1926 i Tauri erano compresi nelle Alpi Noriche.
Secondo l'AVE i Bassi Tauri formano il gruppo n. 45 di 75 delle Alpi Orientali. Il gruppo 45 viene poi comunemente suddiviso in 45a: Tauri di Radstadt, 45b: Tauri di Schladming, 45c: Tauri di Wölz e di Rottenmann e 45d: Tauri di Seckau.
Secondo la SOIUSA le Alpi dei Tauri orientali) sono una sezione alpina con la seguente classificazione:
- Grande Parte = Alpi Orientali
- Grande Settore = Alpi Centro-orientali
- Sezione = Alpi dei Tauri orientali
- Codice = II/A-18

## Geografia

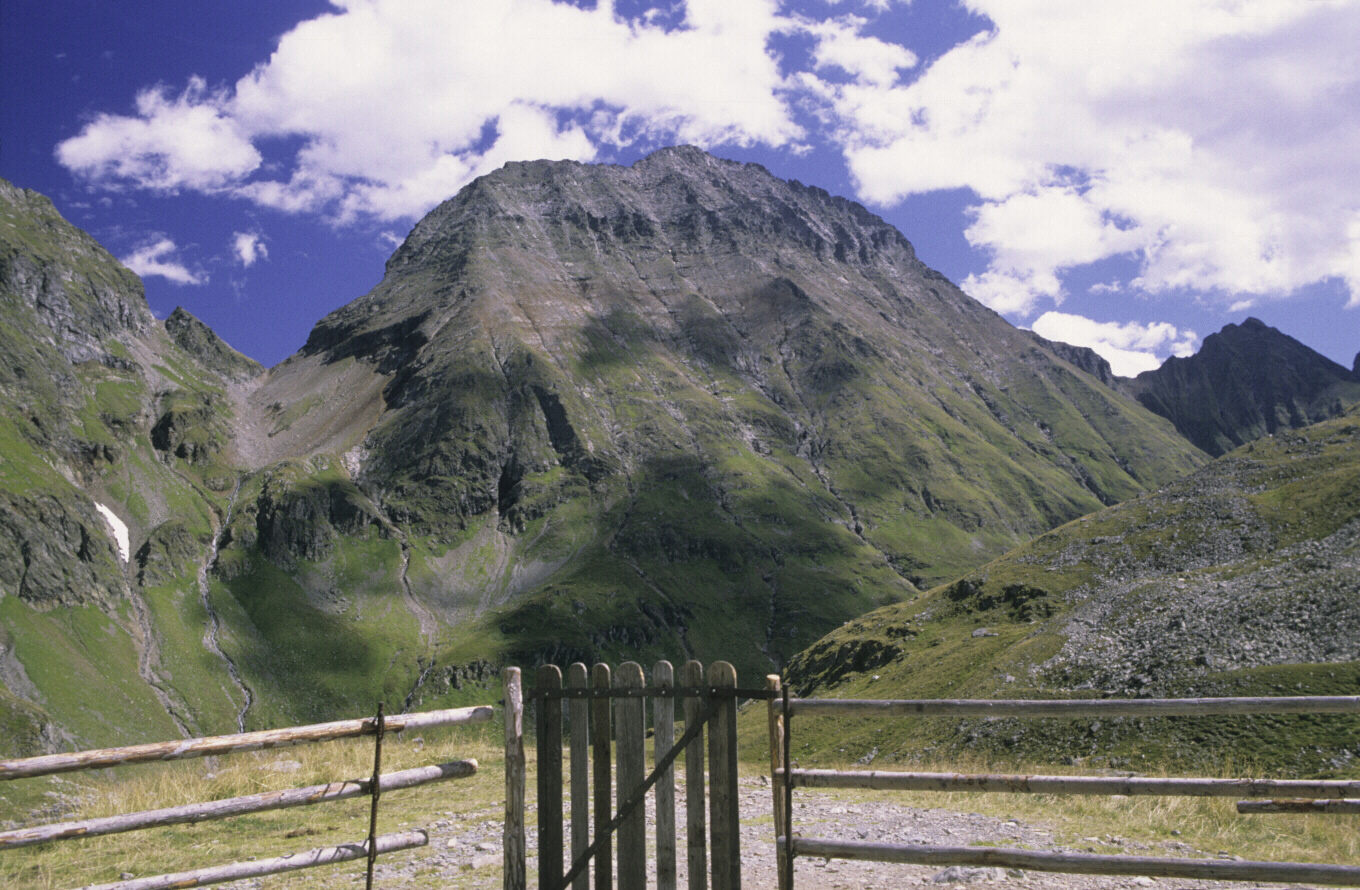
Hochgolling

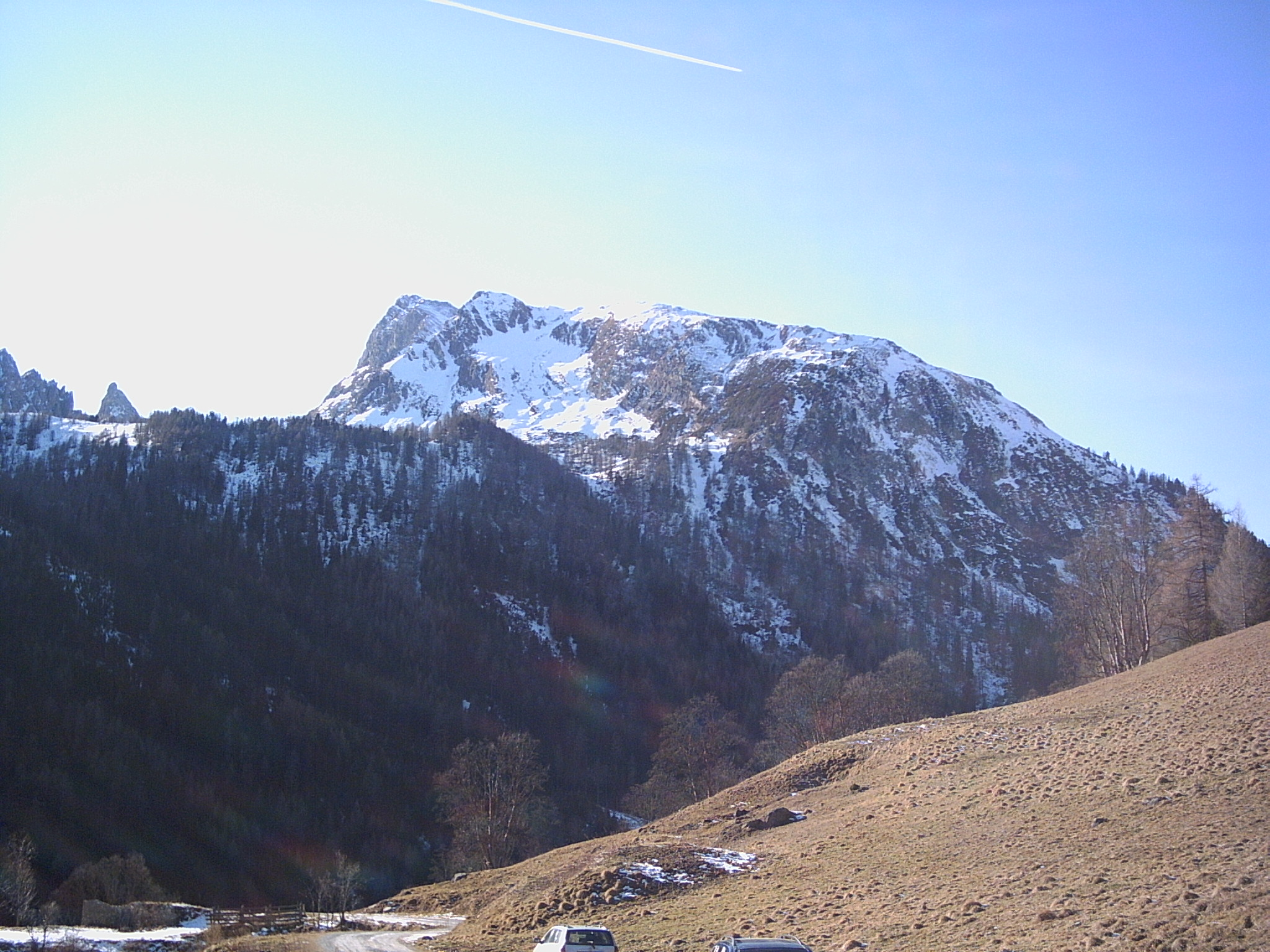
Weißeck

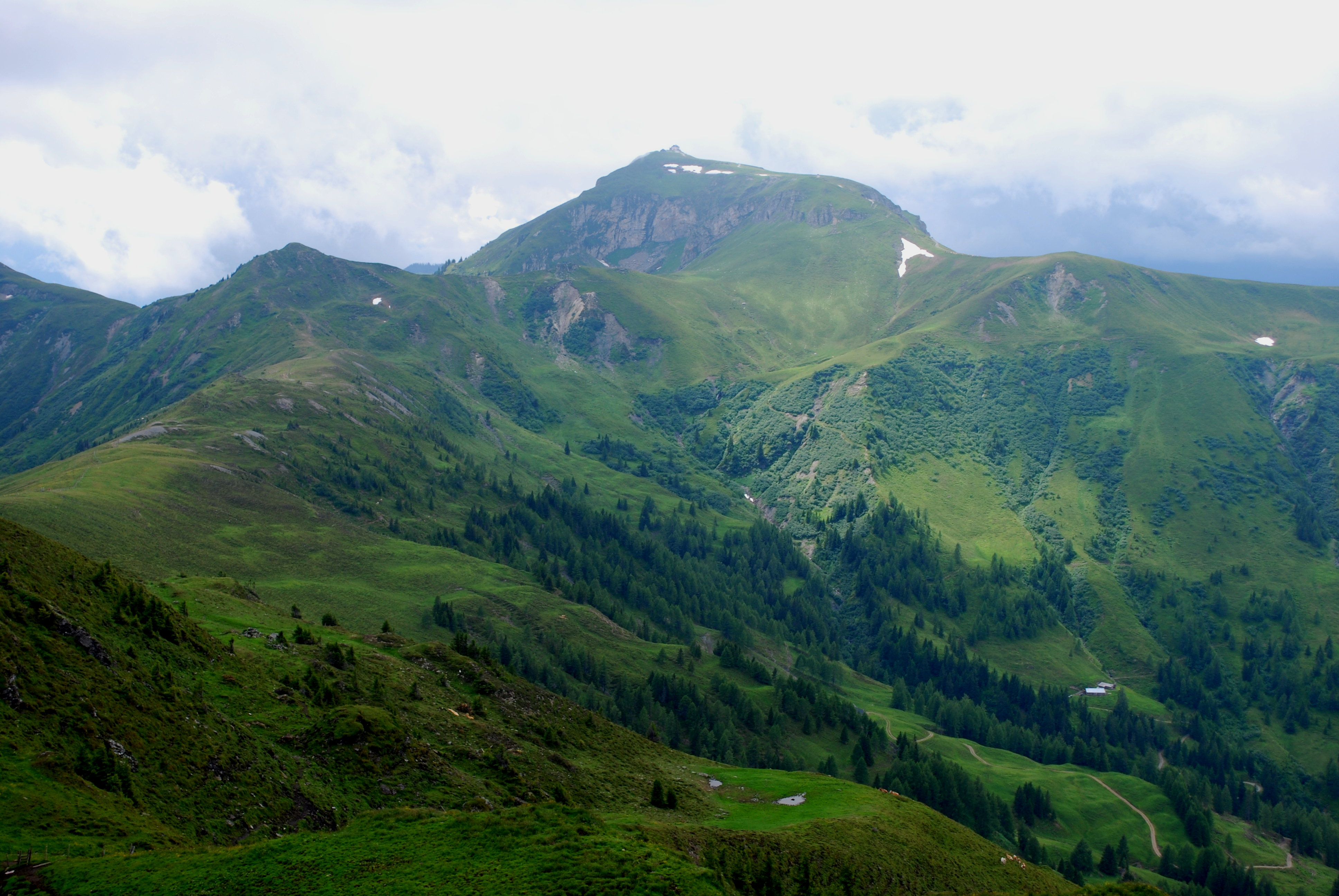
Hundstein

Le Alpi dei Tauri orientali confinano a nord-est con le Alpi Settentrionali di Stiria; a sud-est con 
le Prealpi di Stiria; a sud con le Alpi di Stiria e Carinzia; a sud-ovest con le Alpi dei Tauri occidentali; a nord-ovest con le Alpi Settentrionali Salisburghesi e le Alpi del Salzkammergut e dell'Alta Austria.
Non si trovano lungo la catena principale alpina ma si staccano dalle Alpi dei Tauri occidentali al Murtörl.

## Suddivisione
Le Alpi dei Tauri orientali, secondo la SOIUSA, sono suddivise in quattro sottosezioni e sette supergruppi:
- Tauri di Radstadt
  - Catena Weißeck-Mosermandl-Hochfeind
- Tauri di Schladming e di Murau
  - Tauri di Schladming in senso stretto
  - Alpi di Murau
- Tauri di Wölz e di Rottenmann
  - Tauri di Wölz
  - Tauri di Rottenmann
- Tauri di Seckau
  - Catena Gamskögel-Geierhaupt
  - Alpi di Seckau

## Montagne principali

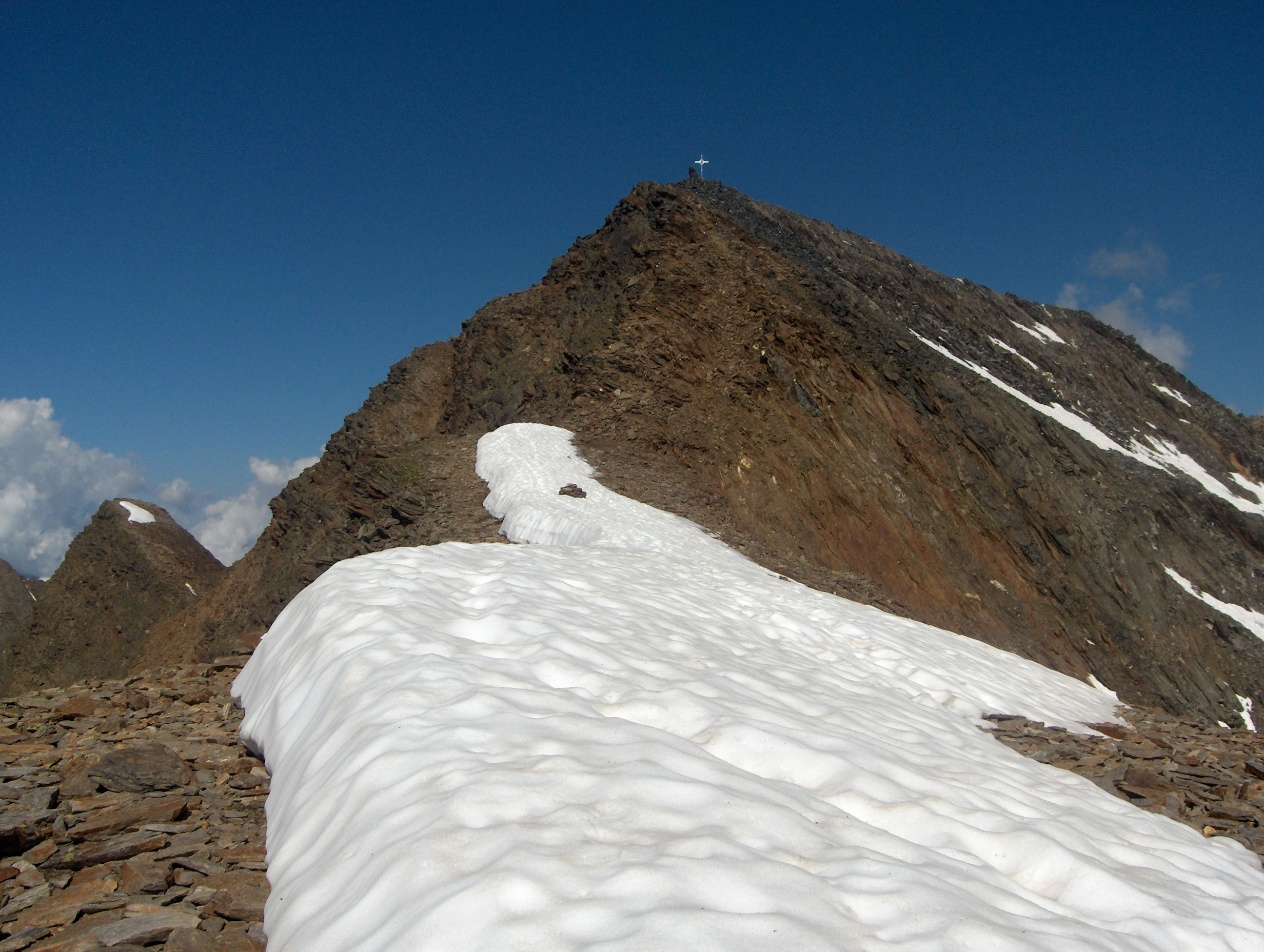
Il Roteck

Alcune delle montagne principali delle Alpi dei Tauri orientali sono:
| Nome                | altezza (m) | sottosezione                   |
| ------------------- | ----------- | ------------------------------ |
| Hochgolling         | 2.862       | Tauri di Schladming e di Murau |
| Weißeck             | 2.711       | Tauri di Radstadt              |
| Mosermandl          | 2.680       | Tauri di Radstadt              |
| Hochfeind           | 2.687       | Tauri di Radstadt              |
| Großes Gurpitscheck | 2.526       | Tauri di Schladming e di Murau |
| Hundstein           | 2.614       | Tauri di Schladming e di Murau |
| Hochwildstelle      | 2.747       | Tauri di Schladming e di Murau |
| Roteck              | 2.742       | Tauri di Schladming e di Murau |
| Großer Knallstein   | 2.599       | Tauri di Schladming e di Murau |
| Rettlkirchspitze    | 2.475       | Tauri di Wölz e di Rottenmann  |
| Großer Bösenstein   | 2.125       | Tauri di Wölz e di Rottenmann  |
| Geierhaupt          | 2.417       | Tauri di Seckau                |
| Hochreichhart       | 2.416       | Tauri di Seckau                |
| Seckauer Zinken     | 2.389       | Tauri di Seckau                |
| Maierangerkogel     | 2.356       | Tauri di Seckau                |